# Baruchowo (gmina)
Baruchowo – gmina wiejska w Polsce położona w województwie kujawsko-pomorskim, w powiecie włocławskim. W latach 1984–1998 gmina administracyjnie należała do województwa włocławskiego.
Siedziba gminy to Baruchowo (za II RP i w PRL Kłótno).
Według danych z 30 czerwca 2004 gminę zamieszkiwało 3598 osób. Natomiast według danych z 31 grudnia 2017 roku gminę zamieszkiwały 3482 osoby.

## Historia
Gmina zbiorowa Baruchowo powstała po raz pierwszy w 1867 roku Królestwa Polskiego, gdzie należała do powiatu włocławskiego w guberni warszawskiej.
W okresie międzywojennym gmina należała do powiatu włocławskiego w woj. warszawskim. 1 kwietnia 1938 roku gminę wraz z całym powiatem włocławskim przeniesiono do woj. pomorskiego.
Po wojnie gmina weszła w skład terytorialnie zmienionego woj. pomorskiego, przemianowanego 6 lipca 1950 roku na woj. bydgoskie. Według stanu z 1 lipca 1952 roku gmina składała się z 22 gromad: Baruchowo, Bogusławice, Boża Wola, Cieślikowo, Czarne, Dobrzelewice, Grodno, Kłotno, Kretki, Lubaty, Okna, Patrówek, Skrzynki, Stawek, Strzały, Świątkowice, Trzebowo, Więsławice, Zakrzewo, Załuszkowo, Zawada i Zawada Nowa. Gmina została zniesiona 29 września 1954 roku wraz z reformą wprowadzającą gromady w miejsce gmin. 
W związku z kolejną reformą administracyjną kraju (1 stycznia 1973) gminy Baruchowo nie reaktywowano.
Gminę Baruchowo reaktywowano dopiero 1 stycznia 1984 w woj. włocławskim w składzie 15 sołectw, wyłączonych z gminy Kowal: Babia Góra, Baruchowo, Boża Wola, Goreń Duży, Grodno, Kłótno, Kurowo-Parcele, Lubaty, Nowa Zawada, Okna, Patrówek, Skrzynki, Świątkowice, Zakrzewo i Zawada-Piaski. 
W 1999 roku gmina Baruchowo powróciła do reaktywowanego powiatu włocławskiego w nowo utworzonym województwie kujawsko-pomorskim.

## Struktura powierzchni
Według danych z roku 2002 gmina Baruchowo ma obszar 107,05 km², w tym:
- użytki rolne: 53%
- użytki leśne: 38%

Gmina stanowi 7,27% powierzchni powiatu.

## Ochrona przyrody
Na terenie gminy znajduje się rezerwat przyrody Grodno chroniący jezioro Grodno wraz z otaczającymi go lasami.

## Demografia

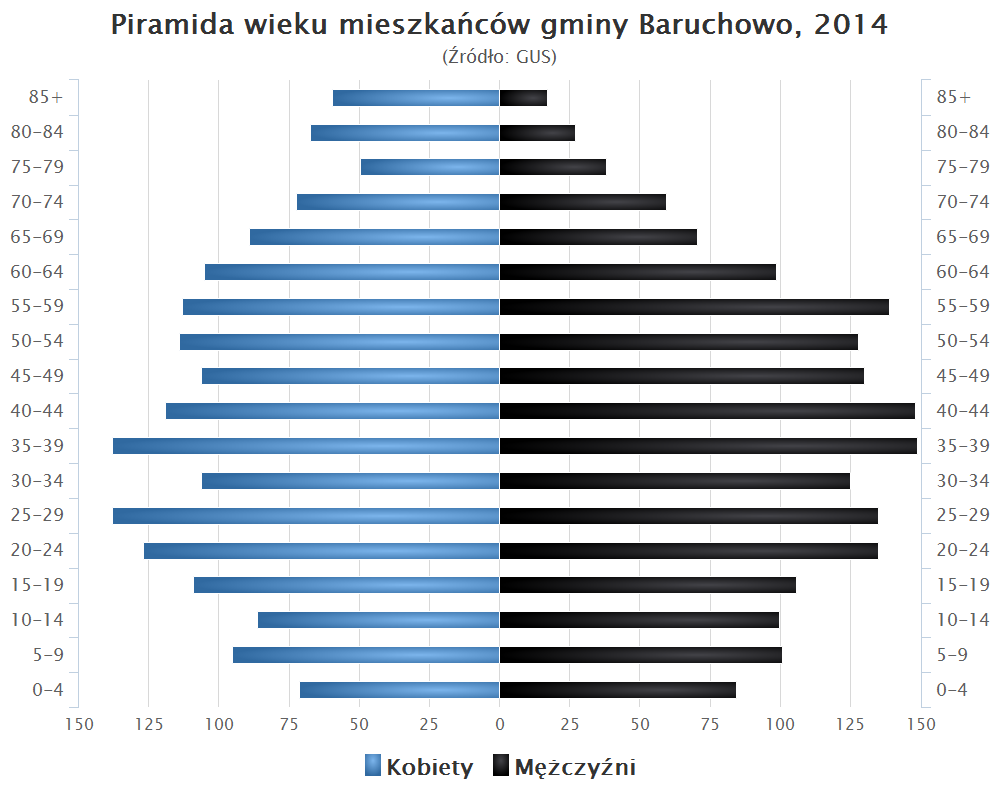
Piramida wieku mieszkańców gminy Baruchowo w 2014 roku

Dane z 30 czerwca 2004:
| Opis                              | Ogółem | Ogółem | Kobiety | Kobiety | Mężczyźni | Mężczyźni |
| --------------------------------- | ------ | ------ | ------- | ------- | --------- | --------- |
| jednostka                         | osób   | %      | osób    | %       | osób      | %         |
| populacja                         | 3598   | 100    | 1801    | 50,1    | 1797      | 49,9      |
| gęstość zaludnienia (mieszk./km²) | 33,6   | 33,6   | 16,8    | 16,8    | 16,8      | 16,8      |

## Zabytki
Wykaz zarejestrowanych zabytków nieruchomych na terenie gminy:
- zespół dworski z końca XIX w. w Baruchowie, obejmujący: dwór; park, nr 129/A z 20.07.1984 roku
- zespół dworski w Czarnem, obejmujący: drewniany dwór; park, nr 160/A z 17.09.1984 roku
- kościół parafii pod wezwaniem Świętej Trójcy z 1881 wraz z cmentarzem przykościelnym w Kłotnie, nr A/716 z 20.01.1995 roku
- drewniany dom z pierwszej połowy XIX w. w Kłotnie, nr 327 z 05.01.1956 roku
- park dworski z drugiej połowy XIX w. w Zakrzewie, nr 130/A z 25.07.1984 roku.

## Sołectwa
Baruchowo, Boża Wola, Goreń Duży, Grodno, Kłotno, Kurowo-Kolonia, Kurowo-Parcele, Lubaty, Nowa Zawada, Okna, Patrówek, Skrzynki, Świątkowice, Zakrzewo, Zawada.

## Pozostałe miejscowości
Czarne, Dębowo, Goreń Nowy, Kłotno (osada leśna), Niedźwiedź, Patrowo, Skrzynki (osada), Stawek, Telążna-Kanał, Trzebowo, Więsławice, Zakrzewo-Parcele, Zawada-Piaski.

## Sąsiednie gminy
Gostynin, Kowal, Lubień Kujawski, Nowy Duninów, Włocławek